# Fisher Scientific
Fisher Scientific International, Inc. (NYSE: FSH) communément connue sous le nom de Fisher ou Fisher Scientific, était une entreprise de biotechnologies et de consommables et matériels pour laboratoire qui fournissait des produits et des services pour les différents domaines de la recherche scientifique à travers le monde et dans le marché clinique des États-Unis.
Fondée en 1902 sous le nom de Scientific Materials Co., la société est rebaptisée Fisher Scientific en 1925.
En mai 2006, Fisher Scientific et Thermo Electron annoncent leur fusion. La fusion prend effet le 9 novembre 2006 et la société en résultant prend le nom de Thermo Fisher Scientific.

## Description
Jusqu'à sa fusion, Fisher fournissait des entreprises pharmaceutique et biotechnologique, des universités, des établissements d'enseignement secondaire, des établissements de recherche médicale, des hôpitaux et des laboratoires de contrôle de qualité, de contrôle des processus et de recherche et développement. La compagnie proposait plus de 600 000 produits et services à plus de 350 000 clients dans environ 150 pays. Aucun client n'a représenté plus de 3% de son chiffre d'affaires total lors de la clôture de son bilan le 31 décembre 2004.

## Histoire

### Fondation
La société est fondée à Pittsburgh (Pennsylvanie), en 1902, par Chester Garfield Fisher (1881-1965) d'abord sous le nom Scientific Materials Co.,. Après l'obtention de son diplôme d'ingénieur à la Western University of Pennsylvania (maintenant Université de Pittsburgh), Fisher achète le magasin du laboratoire d'essai de Pittsburgh (Pittsburgh Testing Laboratory) et devient fournisseur de matériel de laboratoire et de produits chimiques pour la recherche industrielle locale. Ces premiers produits sont des microscopes, des burettes, des pipettes, des tournesols, des balances, des colorimètres, des kits de dissection et des modèles anatomiques. Le premier catalogue Fisher comprenant plus de 400 pages Scientific Materials Co. Catalog of Laboratory Apparatus & Supplies, est publié en 1904. 

### Développement
Fisher établit un laboratoire de R&D dans son entreprise en 1915. Edwin Fisher, frère de Chester, développe le Fisher burner en 1921, une amélioration du bec Bunsen. La société fabrique un four à combustion électrique et un train de combustion pour analyser les niveaux de carbone dans l'acier, ainsi qu'un incubateur bactériologique équipé d'un chauffage électrique et contrôlé par thermostat. En 1925, la société achète Scientific Supplies, Ltd basée à Montréal.
En 1925, la société est rebaptisée Fisher Scientific. 
En 1940, Fisher acquiert la compagnie Newyorkaise Eimer & Amend, fondée en 1851 par Bernard G. Amend.
Aiken Fisher, le fils ainé de Chester devient président de la société en 1949. En 1955, Fisher établit une usine de fabrication de produits chimiques à Fair Lawn (New Jersey). En 1959, la société ouvre une usine de consommables et d'instruments Indiana (Pennsylvanie). Chester Fisher meurt en 1965 à l'âge de 84 ans. Ses fils demeurent à la tête de la société, avec Aiken Fisher devenant Chairman, Benjamin Fisher président et le cadet, James Fisher, Vice-Président.
En 1957, la société achète la compagnie de fourniture de matériel médical newyorkaise E. Machlett & Sons et en 1962, la société installe un ordinateur IBM pour enregistrer et suivre les niveaux de stocks de plus de 40 000 objets. Fisher Scientific Société émet ses premières actions publiques en 1965, et la même année déclare 58 millions de dollars de ventes et près d'un million de transactions avec sa clientèle. En 1968, les actions Fisher sont introduites à la Bourse de New York.
En 1965, la société introduit le Differential Thermalyzer, un analyseur thermodifférentiel. Fisher acquiert Pfeiffer Glass Inc., un fabricant de pipettes volumétriques de haute précision en 1966. La société introduit Photometric Titralyzer la même année, et Hem-alyzer en 1968. En 1968, elle achète Jarrell-Ash Company, basée dans le Massachusetts, producteur d'instruments optique, en particulier pour l'émission et la spectroscopie d'absorption atomique. Elle acquiert Stansi Scientific Company en 1967, étendant ses services aux fournitures pour l'éducation.

### Acquisition par Allied Corporation
Fisher est acquis par Allied Corporation en 1981 pour 330 millions de dollars. Durant la vente, Benjamin R. Fisher est Président de la société, position qu'il occupe alors depuis 1975 et le départ en retraite de Alken. Opérant en tant que filiale de Allied Corporation (et plus tard d'AlliedSignal Inc., et de Henley Groupe), Fisher établit sa division Biotechnology en 1985.
En 1991, The Henley Group vend un intérêt majoritaire de Fisher dans le cadre d'une émission d'actions publique. L'entité publique est baptisée Fisher Scientific International Inc., et se base à Hampton (New Hampshire). Fisher Scientific Company reste à Pittsburgh et opère comme filiale d'exploitation. En 1992, les sites Fisher sont certifiés à la norme ISO-9000.
Dans les années 1990, Fisher, en partenariat avec Intertech Corporation, met en place un laboratoire de test et de certification pharmaceutique à Moscou, en Russie. Fisher acquiert également à cette période la branche biochimique de Eastman Kodak Company et Janssen Chimica et forme Acros Organics.
En août 2004, la société fusionné avec Apogent Technologies Inc., une société principalement engagée dans la fabrication et la vente de produits de laboratoire aux États-Unis et dans d'autres pays.

## Fusion et développement récents
Le 14 mai 2006, Thermo Electron Corporation et Fisher Scientific annoncent leur fusion qui engendre la création de Thermo Fisher Scientific.
En août 2017, Thermo Fisher acquiert Patheon, une entreprise de fabrication et de développement de contrat commerciaux au service de l'industrie pharmaceutique et de la biotechnologie, pour environ 7,2 milliards de dollars.
En septembre 2017, Thermo Fisher Scientific signe un contrat avec le Institute of Pathology Heidelberg pour établir son centre de Pathologie Moléculaire à l'hôpital universitaire de l'Université de Heidelberg en tant que nouveau membre du Next Generation Sequencing Companion Dx Center of Excellence Program. L'initiative met l'accent sur l'établissement de collaborations stratégiques avec les principaux leaders européens qui pourront conduire des études à l'aide des solutions de recherches proposées par Thermo Fisher destinées au développement de systèmes de diagnostics oncologiques de précision.